# Beamsville
Beamsville est une communauté de la ville de Lincoln, dans la municipalité régionale de Niagara en Ontario au Canada. Il est situé sur la côte sud du lac Ontario. La communauté a plusieurs maisons centenaires et un centre-ville à l'ancienne. L'autoroute Queen Elizabeth, qui relie Toronto et Buffalo, possède une intersection à Beamsville.

## Histoire
Beamsville, comme plusieurs autres communautés, reçut son nom de l'un des pionniers. Beamsville fut nommée d'après Jacob Beam. Durant la guerre d'indépendance des États-Unis, Jacob Beam vivait à Mansfield, au New Jersey. Il était loyaliste et aida l'évasion des troupes britanniques. Il fut arrêté et emprisonné jusqu'à ce qu'il paie 500 livres et remette toute sa terre. Une fois libre, il fit un voyage de reconnaissance dans la péninsule du Niagara, et aima ce qu'il vit. Il revint à la maison, prit sa famille et commença son voyage le 31 août 1779.
La Couronne alloua à Jacob et sa famille 400 acres dans de comté de Clinton et 350 acres à North Grimsby. Comme plusieurs colons arrivèrent, une communauté se développa dans le canton de Clinton. Jacob Beam fut un membre très important de la communauté, donnant des terrains pour les écoles et la première église baptiste et le cimetière. Alors la communauté fut appelée Beamsville.
Comme Beamsville croissait, le besoin de voir à ses affaires devint nécessaire et le 25 octobre 1859, Beamsville devint un village. La croissance continuait et le 1er janvier 1963, Beamsville devint une ville. Le 1er janvier 1970, Beamsville devint une partie de la ville de Lincoln.

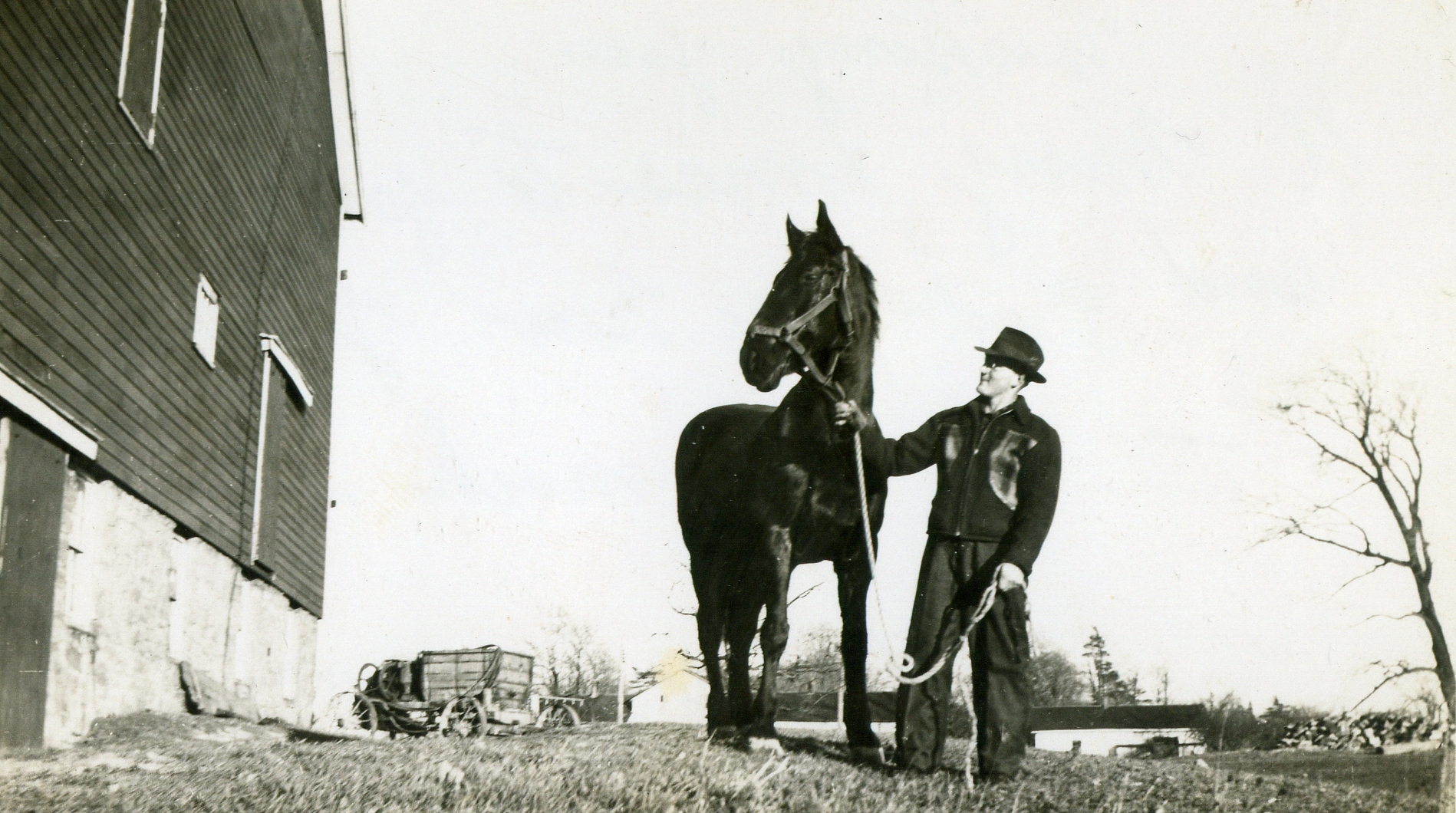
À Beamsville, entre 1917 et 1950